# Junjung
Il Junjung, jung-jung o gungun o dyoung-dyoung  è  un tamburo da guerra  reale  dei Sérèr in Senegal e Gambia. Suonato sul campo di battaglia, così come adoperato nelle cerimonie ufficiali di stato e religiose.

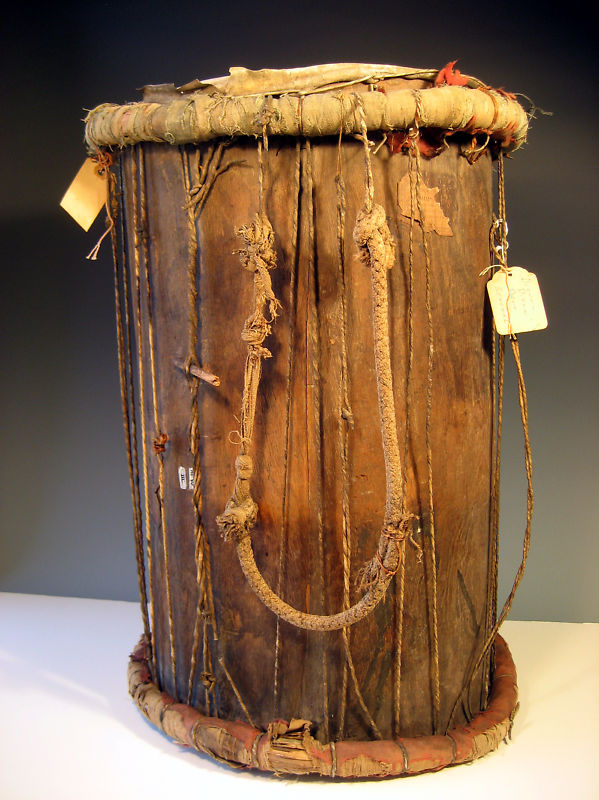
Junjung dei Sine.

Che è all'origine della musica omonima e che si trova anche nei Caraibi a seguito della massiccia deportazione e tratta negriera dei secoli XVII-XIX..